# Bothrocophias myersi
Bothrocophias myersi är en ormart som beskrevs av Gutberlet och Campbell året 2000. Bothrocophias myersi ingår i släktet Bothrocophias och familjen huggormar. Inga underarter finns listade.
Arten förekommer i västra Colombia vid Stilla havet. Den lever i områden som ligger 75 till 200 meter över havet. Bothrocophias myersi vistas i regnskogar. Årsnederbörden i regionen kan vara 5000 mm eller mer. Denna orm är känslig för landskapsförändringar. Skogarna minskar när odlingsmark och gruvor etableras. I utbredningsområdet inrättades några skyddszoner. IUCN kategoriserar arten globalt som nära hotad (NT).
Honor lägger inga ägg utan föder levande ungar.